# 臺中刑務所演武場
臺中刑務所演武場為臺中市僅存臺灣日治時期武術道館式建築，建於1937年，當初是供臺中刑務所（今臺中監獄）司獄官練武之用。

## 歷史
- 1924年 第一代台中刑務所修道館建成。
- 1937年8月16日第二代台中刑務所演武場（今址）落成。
- 1945年中華民國政府接收日本台灣總督府轄區後，演武場轉為法務部臺中監獄，週邊全建為眷村。
- 2004年2月20日，被臺中市文化局登錄為歷史建築。
- 2006年11月15日發生火災，木構建築部分焚毀，隨後臺中市文化局成立緊急應變小組，開始著手災後清理與記錄工作[1]，之後進行修復工程。
- 2010年11月，主體與附屬建築修復完成，移交給臺中市警察局使用並開放參觀。
- 2012年3月，臺中市政府委託財團法人道禾教育基金會經營，定名為「道禾六藝文化館」；隔年5月正式開館啟用。
- 2023年10月31日，道禾六藝文化館終止營運。11月1日，臺中市政府將歷史建築臺中刑務所演武場整區正式點交給文化部、納入國家漫畫博物館園區，啟動全區整體規畫整建工程。

## 所屬建築
- 惟和館（主館）：和洋折衷磚造的日式建築，屋頂採入母屋式寺院形式；原為柔道、劍道使用空間。
- 心行館（附屬建築）：位於主館左側，為傳統日式木構建築。附設「小書房」經營經典、教育、文學、藝術出版品、台中主題文創作品、六藝文化及具紀念性產品
- 傳習館（附屬建築）：位於主館後方，為之後增建的空間。
- 大樹下劇場（庭院）：以老榕樹為主體的戶外展場。

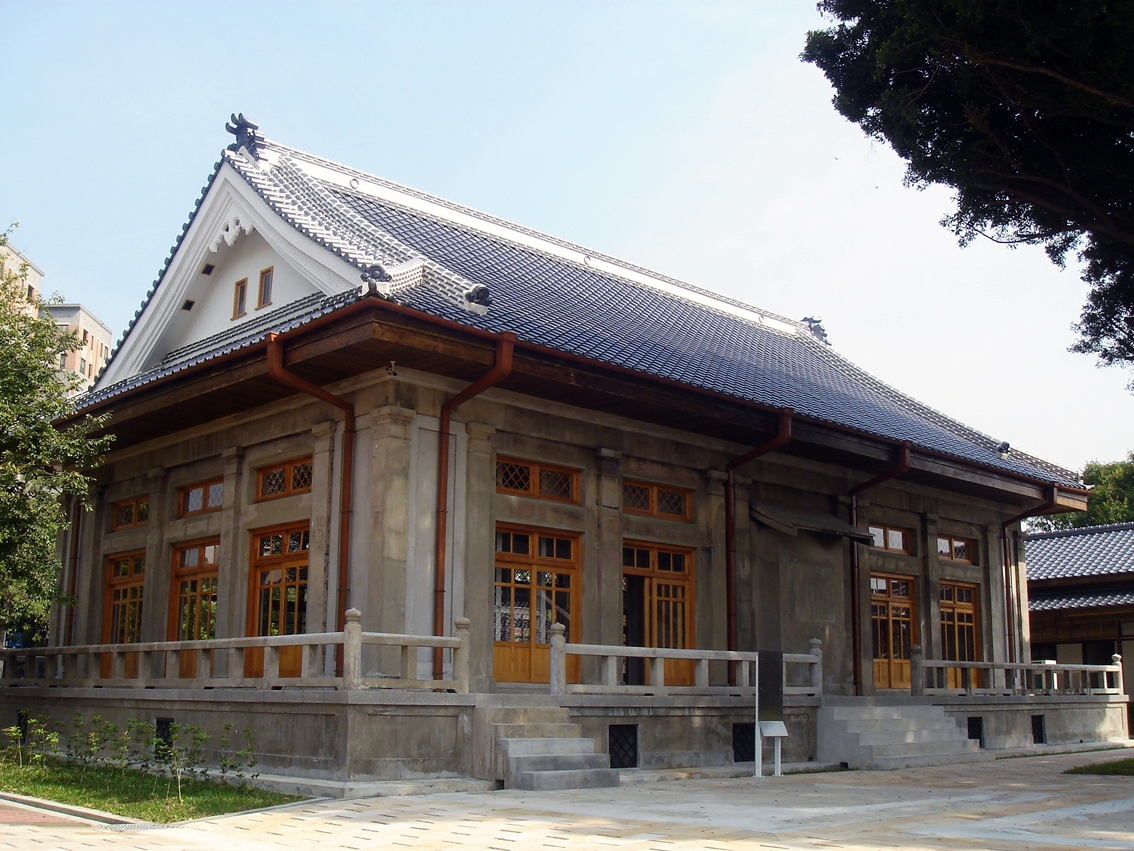
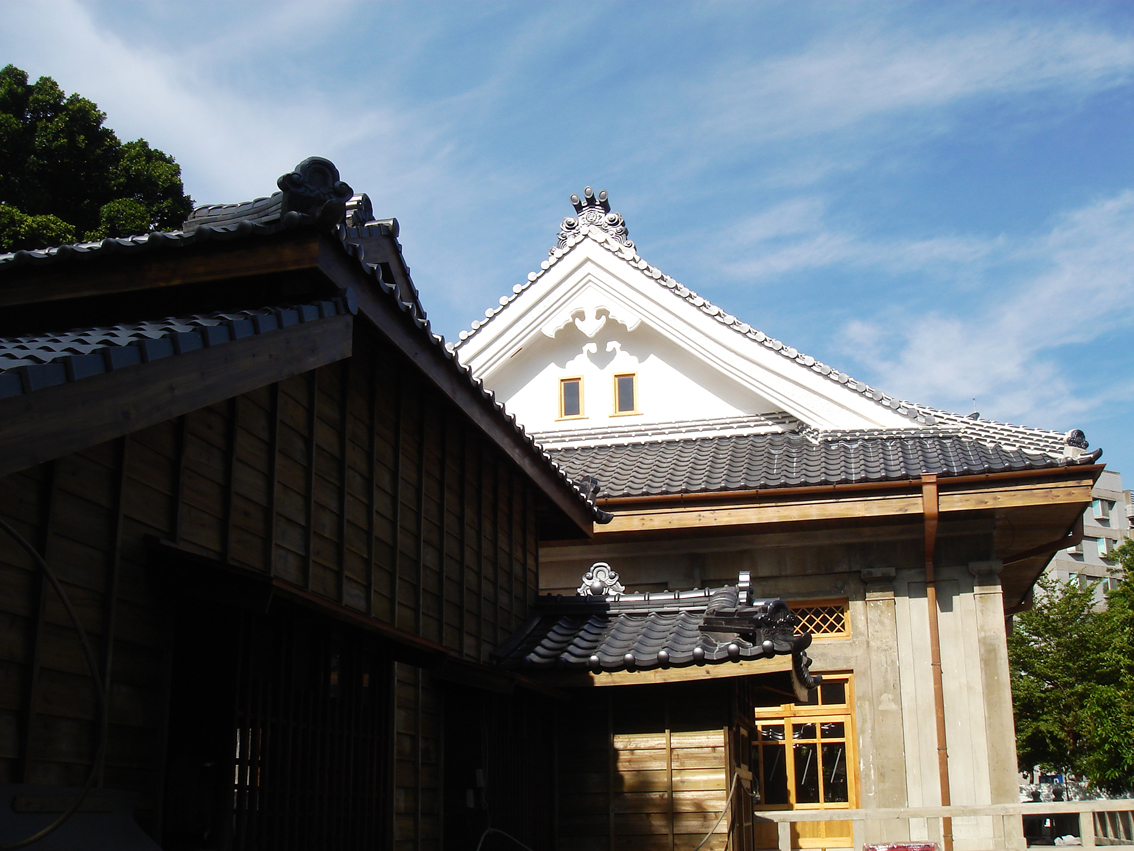
心行館
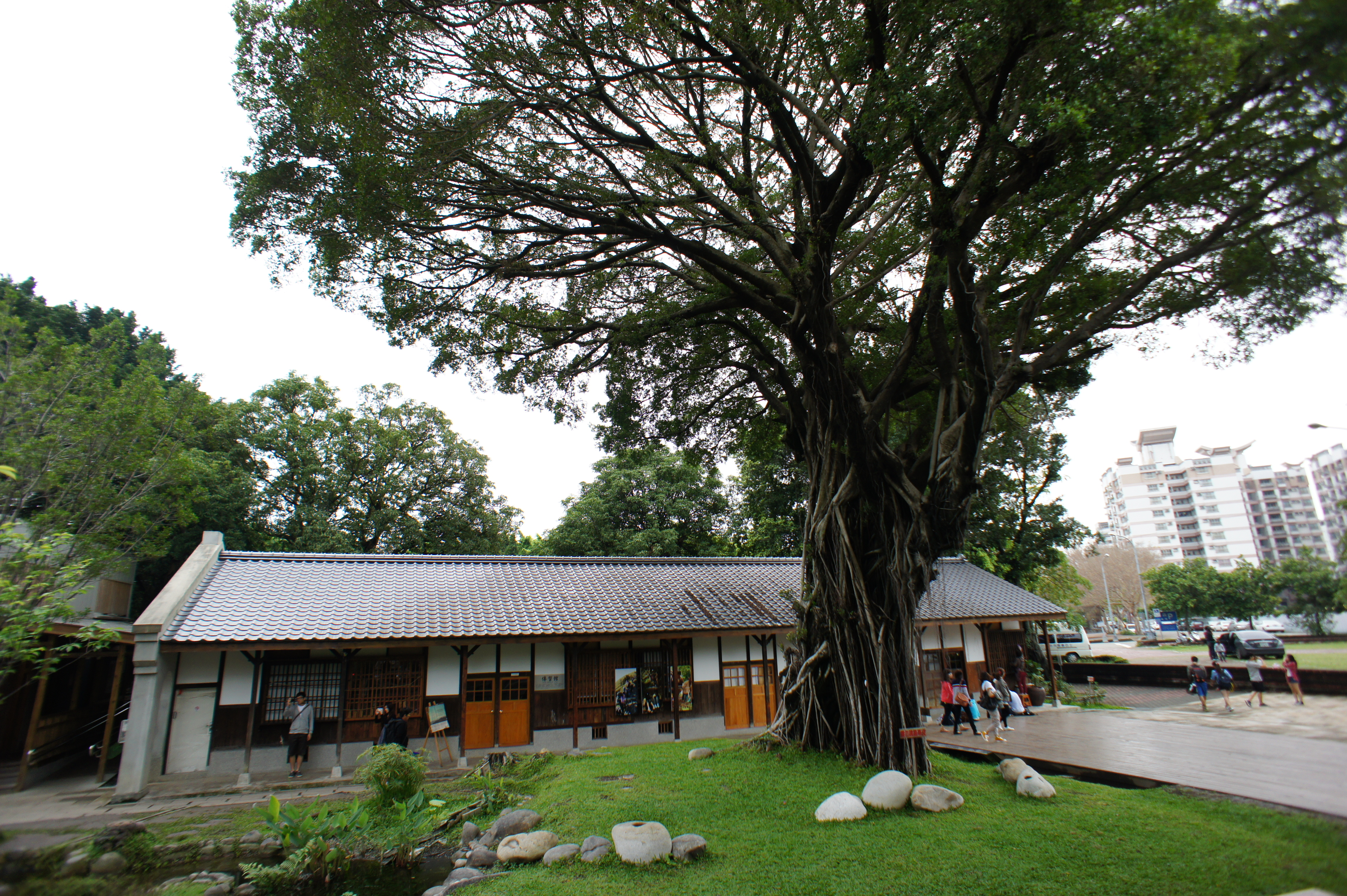
大樹下劇場和傳習館
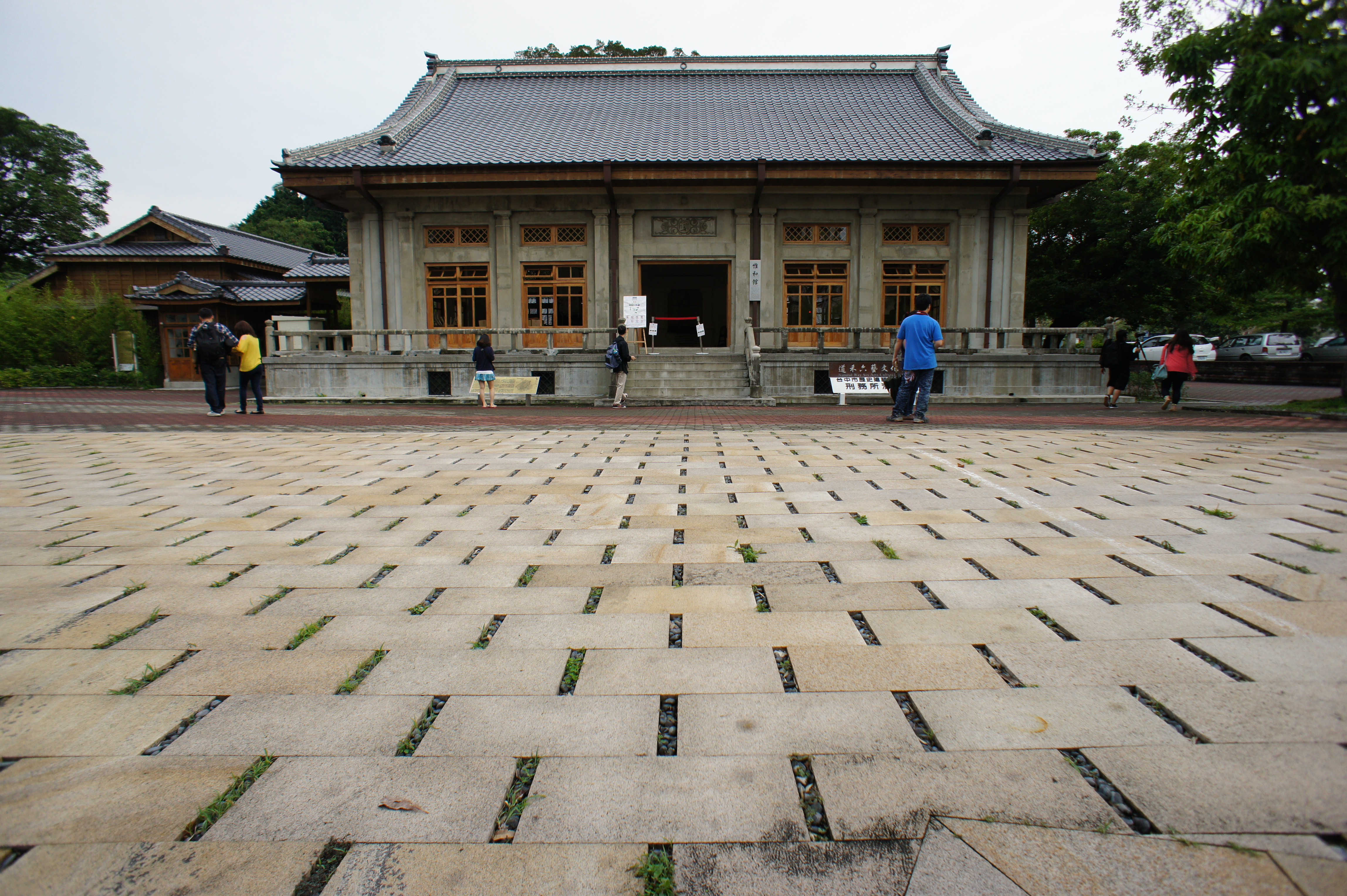
刑務所演武場
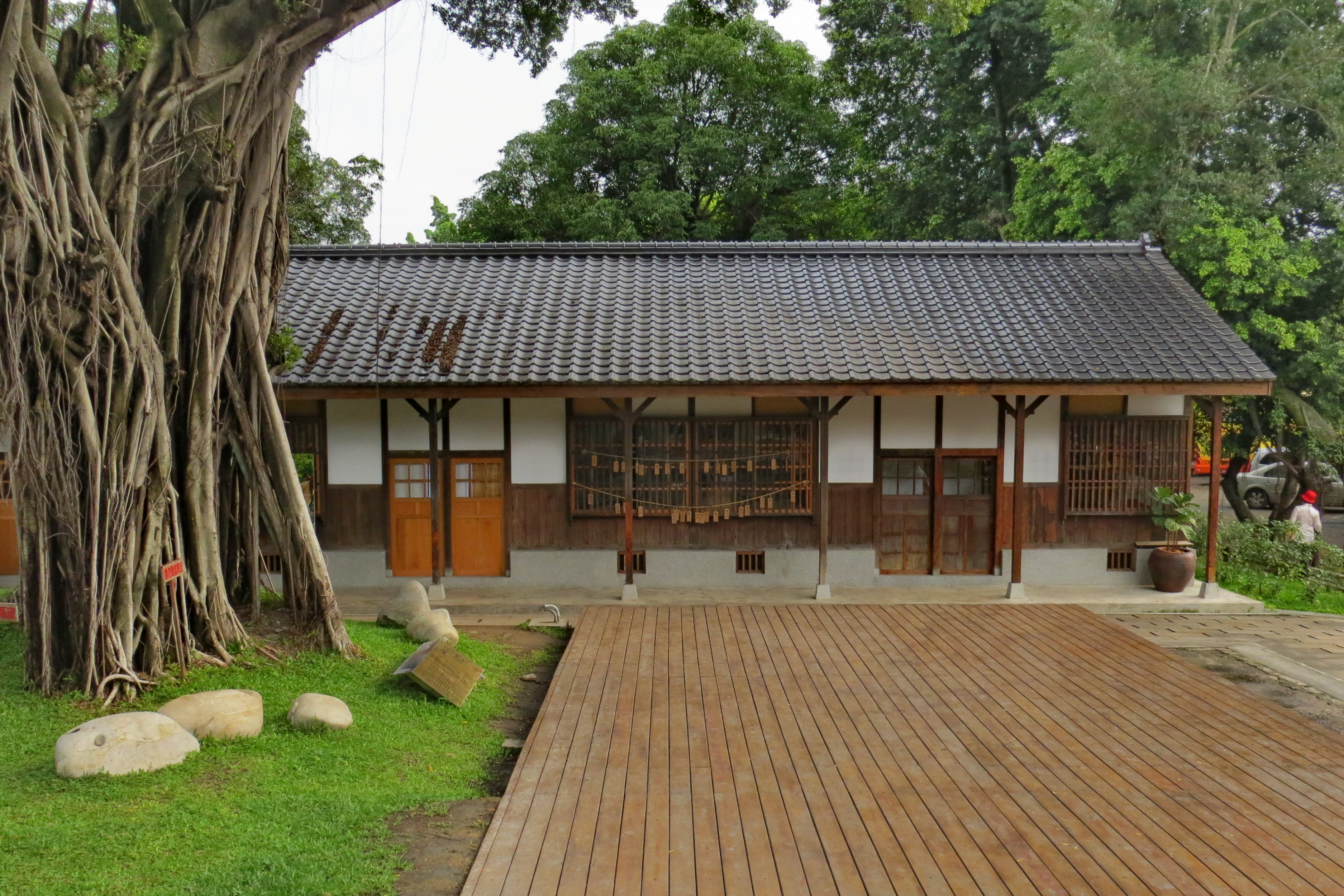
傳習館

## 臺中地區武道建築
武德殿
- 第一代：「台中武德殿」，全名「大日本武德會臺中支部武德殿」。建於1913年的木造建築，1931年因改建而被拆遷到員林，成為「金鳳山員林寺」。1990年代因改建新寺，被解體收藏於彰化縣花壇鄉台灣民俗村。後因台灣民俗村破產，建材尚未被組裝就遭不明人士盜賣，現已消失。[2]
- 第二代：建於1931年，原址為今臺中市三民路一段158號，1997年被臺中市政府拆建為辦公大樓（今臺中市政府地政局本部）。

演武場
- 第一代：「台中刑務所修道館」，建於1924年，使用1942年後已無資料。
- 第二代：「台中刑務所演武場」，建於1937年。

民間
- 台中武德館：建於1957年，位於臺中市興中街90號（原為日本佛寺－中尊寺庭院），目前為臺中市柔道聯誼會使用。

## 交通
臺中刑務所演武場(國漫館)
- 台中客運：8、15
- 仁友客運：21
- 豐原客運：55
- 中台灣客運：1
- 中鹿客運：525

## 外部連結
- 道禾六藝文化館 （页面存档备份，存于）
- 臺中市文化資產處－臺中刑務所演武場(舊稱：刑務所演武場) （页面存档备份，存于）